# Estádio Alberto Gallardo
O Estádio Alberto Gallardo é um estádio de futebol localizado no distrito de San Martín de Porres na cidade de Lima, no Peru. O clube Sporting Cristal usa-o em seus jogos como mandante por concessão de permissão, tendo em vista que o estádio é de propiedade do Instituto Peruano do Esporte.
O estádio foi inaugurado em 9 de junho de 1961 e foi desenhado para sediar os jogos da Segunda Divisão do Peru. Foi chamado Frei Martinho de Porres por estar localizado no distrito limenho de mesmo nome. Com a descentralização do futebol profissional peruano em 1966, o estádio passou a sediar os jogos das finais da Copa Perú e também passou a ser usado ocasionalmente na Primeira Divisão do Peru. O estádio tem sediado também partidas de competências internacionais, como a Copa Libertadores da América e a extinta Copa Merconorte.
Desde sua remodelação em 1995, o Sporting Cristal tem o utilizado como seu estádio. Em 2012, o nome do recinto foi mudado para Estádio Alberto Gallardo em homenagem ao ex-jogador peruano Alberto Gallardo, ídolo máximo do club cervecero.

## Ubicação
Uma das peculiaridades do recinto deportivo é que fica no margem da ravina que dá ao rio Rímac, o principal rio que cruza a cidade capital do Peru. Alem disso, o estádio fica na triple interseção de três dos distritos mais populares da cidade de Lima: el Rímac, San Martín de Porres y Cercado de Lima.
Devido a sua movimentada ubicação, seus portas dão ao intercâmbio vial de Caquetá sobre a Rodovia Pan-americana Norte e conecta-se com o y que se conecta con el Sistema Metropolitano atraves da Estação Caquetá. Estas caracteristicas o fazem um recinto de facil lo hacen un recinto de fácil acesso e evacuação. Conjuntamente com o Estádio Nacional do Peru e o Estádio Unión de Barranco, são os unicos estádios servidos por este meio de transporte.

## Histôria

### Inauguração e primeiros anos
A construção do estádio correu a cargo do Comité Nacional do Esporte com a ajuda da Asociação Central de Futebol. O estádio foi inaugurado em meio de grão espectativa no 9 de junho de 1961 com o jogo entre Defensor Arica e KDT Nacional pela Segunda Divisão do Peru. O jogo inaugural comtou com a presença de Alfonso Villanueva Pinillas, Ministro de Educaçao nesse ano. O estadio tinha originalmente uma capacidade para 20.000 pessoas. Foi inaugurado com o nome de «Estadio Fray Martín de Porres», em homenagem ao frei fraile afroperuano Martín de Porres Velásquez, e tras seu canonização em 1962, mudou seu nome a «Estadio San Martín de Porres».
Durante a década de 1960 foi o principal recinto esportivo em que se jogabam a Segunda Divisão Peruana e ocasionalmente albergou alguns jogos da Primeira Divisão, ainda o cenario principal destes ultimos era o Estádio Nacional do Peru. O estádio San Martín começou a ser usado também como escenario de comenzó a usarse también como cenario de instancias finais da Copa Peru tras a descentralização da Liga Peruana de Futebol no 1966.
No 15 de abril de 1979, o  Clube Sporting Cristal jogou neste estádio e venceu ao Club Deportivo Alfonso Ugarte por 7 a 0, logrando uma efemeridade doblemente histôrica: esse foi seu primer jogo e a maior goleada por campeonatos nacionais jogando neste estádio. Os goles naquela jornada histôrica os marcaram Percy Rojas (3), Roberto Mosquera, Julio César Uribe (2) e Juan Carlos Oblitas. Cristal jogou como local o resto dessa temporada no estádio santo e consagrou-se campeão desse ano. Depois, o recinto voltou-se muito esporádico. No 9 de agosto de 1989, o San Martín albergou seu ultimo partido profisional antes de sua remodelação. Foi durante o Torneio Plácido Galindo quando Defensor Lima derrotou a Deportivo Municipal por 2 a 0 ante somente 139 espectadores.

### Remodelação e reabertura

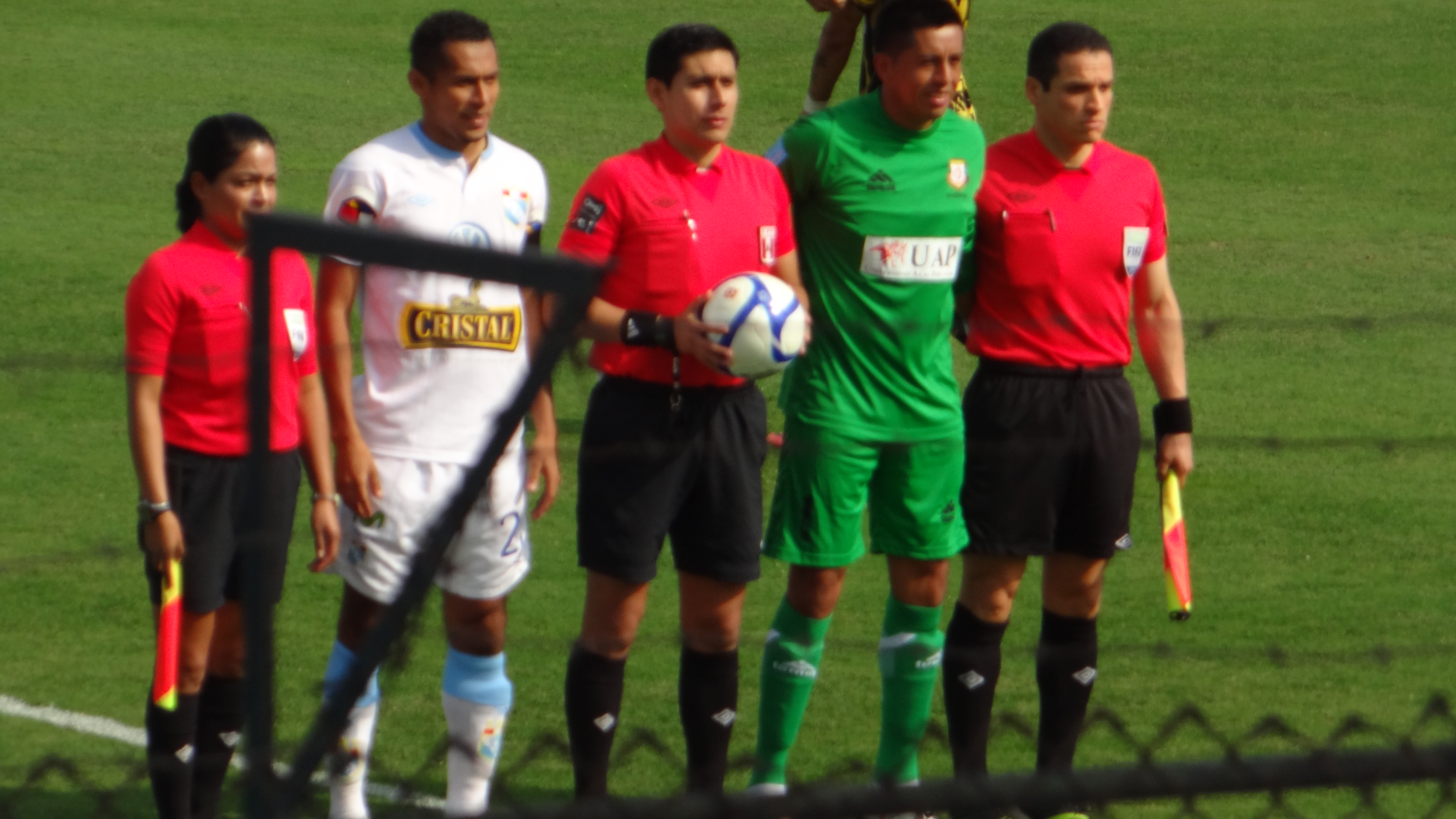
Jogo entre Sporting Cristal e Cobresol.

As instalações do estádio foram-se deteriorando tras vários anos sem albergar actividade esportiva. Seu gramado estava totalmente abandonado, as arquibancadas voltaram-se instaveis e a segurança era insuficnete para controlar as barras bravas no Perú. Nessa conjuntura, o clube Sporting Cristal firmou no julho do 1995 um acordo con o Instituto Peruano do Esporte comprometendou-se a introduzir as melhoras necessárias no estádio para o converter num cenario esportivo de primer nivel. O acordo firmou-se originalmente por três anos e depois fou estendido por doze anos mais.
Antes de a sua reabertura, o clube celeste encargou-se de acondicionar estacionamentos para os veículos dos aficionados, de los aficionados, pintar e sustentar as arquibancadas, construir banheiros, camarimes e y bancos para suplentes,  lelevantar uma tela em torno do campo e acondicionar o gramado. A inversão feita por Sporting Cristal na remodelação do estádio superou os USD 280,000.00. Finalmente, no 24 de setembro de 1995 se reaberturou o remodelado «Estadio San Martín de Porres». Esse dia, Sporting Cristal venceu por 6-0 a Cienciano.
| 24 de setembro de 1995, 11:30 | Sporting Cristal                                                                   | 6:0 (3:0) | Cienciano | Estadio San Martín de Porres Lima               |
|                               | Flavio Maestri 13', 24' · Julinho 16' · Roberto Palacios 53', 72' · Jorge Soto 91' | Video     |           | Público: 14 199 Árbitro: Peru José Arana (FIFA) |

### Renomeamento do estádio e seus arquibancadas
No 19 de maio de 2012 se renomeou oficialmente o antigo "Estadio San Martín de Porres" como "Estadio Alberto Gallardo", em homenagem ao exjogador Alberto Gallardo quêm foi campeão com Sporting Cristal como jogador e como treinador. No partido de renomeamento, Cristal derrotou a José Gálvez por um placar de 4-0.
| 19 de maio de 2012, 15:30 | Sporting Cristal                                                                | 4:0 (2:0) | José Gálvez | Estadio Alberto Gallardo Lima               |
|                           | Irven Ávila 7' · Juan Carlos Mariño 44' · Jorge Cazulo 65' · Hernán Rengifo 78' | Relatório |             | Público: 3 567 Árbitro: Peru Alberto Lozano |

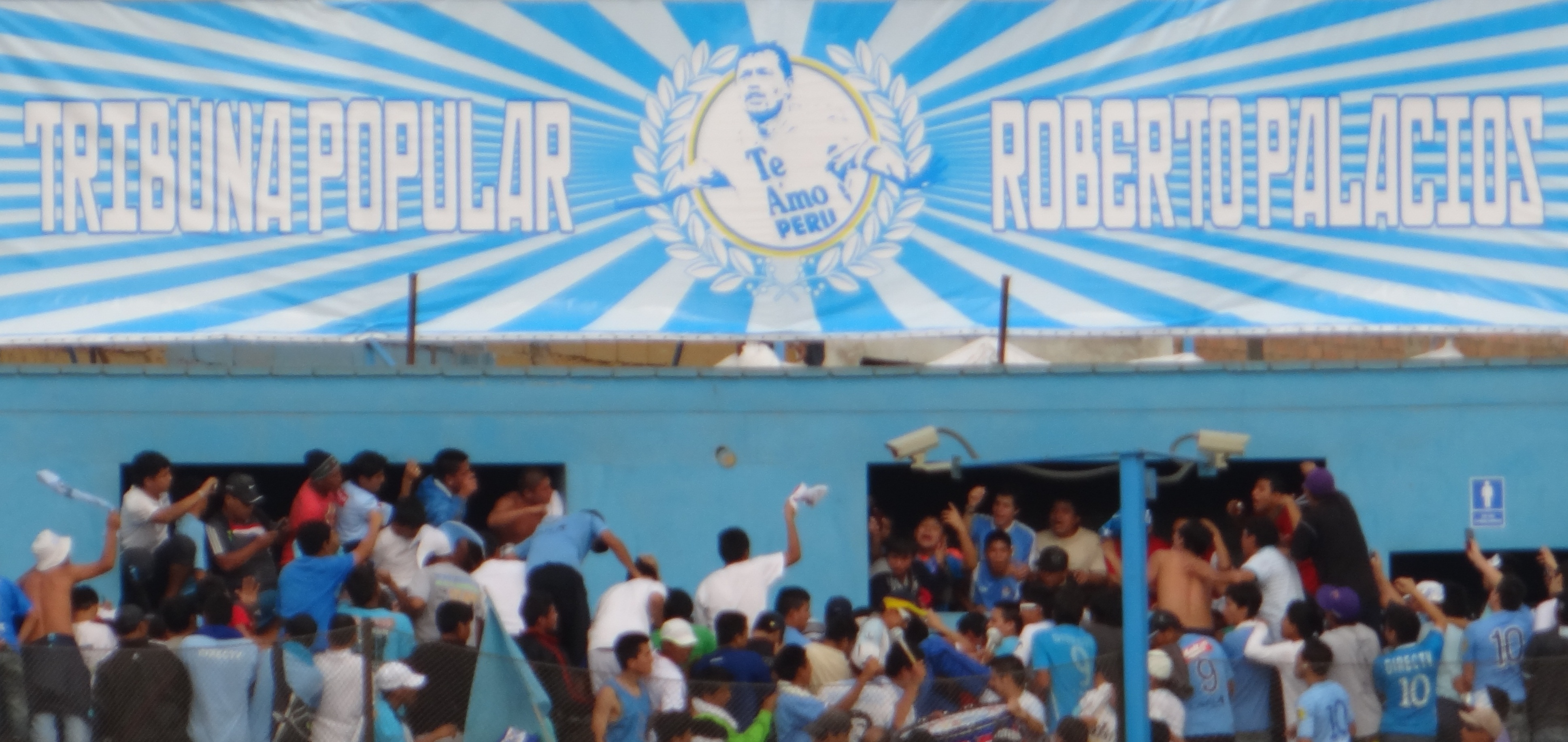
Inauguração da "Tribuna Roberto Palacios".

Em homenagem a outros ídolos da instituição, as arquibancadas do estádio foram também renomeadas. Para isto levou-se a cabo uma votação entre os torcedores do Sporting Cristal atraves da website do clube. Os resultados foram os seguintes:
- "Tribuna Roberto Palacios" - Setor Popular
- "Tribuna Julio César Uribe" - Setor Oriente
- "Tribuna Alfredo Quesada" - Setor Ocidente
- O palco dirigencial cheva o nome de Ricardo Bentín Mujica, padre fundador da institução.

## Capacidade
A capacidade original do estádio era de 21.000 espectadores, a qual para 1995 foi reduzida a 15,000. No presente, tras as remodelações e os ajustes feitos para cumplir a normativa vigente, a capacidade se reduz a 11.600. Devido ao Ley 30037 que estabelece que o aforo não deve  superar o 90% da capacidade máxima, o aforo do estadio é só de 10.350 espectadores.
- "Tribuna Roberto Palacios" (3600 espectadores)
- "Tribuna Julio César Uribe" (3600 espectadores)
- "Tribuna Alfredo Quesada" (3150 espectadores)
- Tribuna Sur

Nota: A arquibancada sur fica desativada.

## Estatísticas no "Alberto Gallardo"

### Máximas goleadas
No seguinte gráfico detalham-se as maiores goleadas a favor do Sporting Cristal jogando no estádio Alberto Gallardo.
| Máximas goleadas de Sporting Cristal en el Alberto Gallardo | Máximas goleadas de Sporting Cristal en el Alberto Gallardo | Máximas goleadas de Sporting Cristal en el Alberto Gallardo | Máximas goleadas de Sporting Cristal en el Alberto Gallardo                                          |
| Data                                                        | Rival                                                       | Placar                                                      | Anotadores                                                                                           |
| ----------------------------------------------------------- | ----------------------------------------------------------- | ----------------------------------------------------------- | --- |
| 15/04/1979                                                  | Alfonso Ugarte                                              | 7-0                                                         | Percy Rojas (3), Roberto Mosquera, Julio César Uribe (2), Juan Carlos Oblitas.                       |
| 25/07/1996                                                  | Unión Minas                                                 | 7-1                                                         | Roberto Palacios (2), Luis Alberto Bonnet, Julio Rivera, Diego Rebagliati, Germán Pinillos, Julinho. |
| 11/04/1998                                                  | Melgar                                                      | 7-1                                                         | Nilson Esidio (3), Marcelo Asteggiano, Jorge Soto (2), Gustavo Vassallo.                             |
| 24/09/1995                                                  | Cienciano                                                   | 6-0                                                         | Flavio Maestri (2), Julinho, Roberto Palacios (2), Jorge Soto.                                       |
| 23/03/1996                                                  | Cienciano                                                   | 6-0                                                         | Roberto Palacios, Germán Pinillos, Ricardo Zegarra (2), Martín Hidalgo, Julinho.                     |
| 06/04/1997                                                  | José Gálvez                                                 | 6-0                                                         | Adrián Czornomaz (2), Nolberto Solano (2), Julinho, Jorge Soto.                                      |
| 15/08/1999                                                  | Deportivo Municipal                                         | 6-0                                                         | Aldo Olcese (2), Roberto Silva, Héctor Sánchez, Paulo Zabárbulo, Amilton Prado.                      |
| 09/03/2003                                                  | Atlético Universidad                                        | 6-0                                                         | Carlos Zegarra (2), Flavio Maestri (2), Jorge Soto, Sérgio Júnior.                                   |
| 27/10/2012                                                  | Cobresol                                                    | 6-0                                                         | Marcio Valverde, Junior Ross (3), Óscar Vílchez, Leandro Franco.                                     |
| 20/07/2014                                                  | San Simón                                                   | 6-0                                                         | Carlos Lobatón (2), Maximiliano Núñez, Ray Sandoval, Renzo Sheput, Jorge Cazulo.                     |
| 04/11/2018                                                  | Ayacucho F.C                                                | 6-0                                                         | Emanuel Herrera (2), Carlos Lobatón, Josepmir Ballón, Marcos López, Christopher Olivares             |

### Torneio "local"
No seguinte grafico detalham-se os resultados obtidos por Sporting Cristal jogando como local no Estádio Alberto Gallardo.
| Temporada       |                 |                 |                 |                 |                 |                 |                 |                 |
| Temporada       | Partidos        | Partidos        | Partidos        | Partidos        | Goles           | Goles           | Goles           | Puntos          |
| Temporada       | PJ              | G               | E               | P               | GF              | GC              | DG              | Puntos          |
| Descentralizado | Descentralizado | Descentralizado | Descentralizado | Descentralizado | Descentralizado | Descentralizado | Descentralizado | Descentralizado |
| --------------- | --------------- | --------------- | --------------- | --------------- | --------------- | --------------- | --------------- | --------------- |
| 1995            | 8               | 8               | 0               | 0               | 25              | 3               | +22             | 24              |
| 1996            | 13              | 12              | 1               | 0               | 44              | 8               | +36             | 37              |
| 1997            | 11              | 10              | 1               | 0               | 32              | 9               | +23             | 31              |
| 1998            | 17              | 14              | 2               | 1               | 48              | 16              | +32             | 44              |
| 1999            | 18              | 15              | 2               | 1               | 57              | 17              | +40             | 47              |
| 2000            | 18              | 14              | 3               | 1               | 44              | 18              | +26             | 45              |
| 2001            | 16              | 13              | 2               | 1               | 46              | 16              | +30             | 41              |
| 2002            | 16              | 16              | 0               | 0               | 47              | 8               | +39             | 48              |
| 2003            | 16              | 11              | 3               | 2               | 38              | 14              | +24             | 36              |
| 2004            | 22              | 16              | 1               | 5               | 55              | 17              | +38             | 49              |
| 2005            | 20              | 11              | 6               | 3               | 41              | 20              | +21             | 39              |
| 2006            | 17              | 13              | 2               | 2               | 35              | 9               | +26             | 41              |
| 2007            | 17              | 6               | 8               | 3               | 25              | 21              | +4              | 26              |
| 2008            | 22              | 16              | 4               | 2               | 48              | 20              | +28             | 52              |
| 2009            | 19              | 12              | 1               | 6               | 41              | 19              | +22             | 37              |
| 2010            | 22              | 11              | 3               | 8               | 32              | 23              | +9              | 36              |
| 2011            | 15              | 5               | 6               | 4               | 14              | 16              | –2              | 21              |
| 2012            | 17              | 15              | 2               | 0               | 51              | 11              | +40             | 47              |
| 2013            | 20              | 15              | 4               | 1               | 50              | 13              | +37             | 49              |
| 2014            | 19              | 11              | 4               | 4               | 48              | 20              | +28             | 37              |
| 2015            | 20              | 13              | 5               | 2               | 38              | 20              | +18             | 44              |
| 2016            | 21              | 11              | 6               | 4               | 38              | 23              | +15             | 39              |
| 2017            | 20              | 13              | 5               | 2               | 38              | 13              | +25             | 44              |
| 2018            | 18              | 14              | 2               | 2               | 54              | 9               | +45             | 44              |
| Liga 1          |                 |                 |                 |                 |                 |                 |                 |                 |
| 2019            | 15              | 12              | 1               | 2               | 38              | 12              | +26             | 37              |
| 2020            | 3               | 1               | 1               | 1               | 3               | 3               | 0               | 4               |
| TOTAL           | 440             | 308             | 75              | 57              | 1030            | 378             | +652            | 999             |

### Torneios nacionais
No seguinte grafico mostram-se os resultados obtidos pelo clube como local nos outros torneios nacionais
| Torneios               |          |          |          |          |       |       |       |
| Torneios               | Partidos | Partidos | Partidos | Partidos | Goles | Goles | Goles |
| Torneios               | PJ       | G        | E        | P        | GF    | GC    | DG    |
| ---------------------- | -------- | -------- | -------- | -------- | ----- | ----- | ----- |
| Pre-Libertadores 1997  | 3        | 3        | 0        | 0        | 6     | 1     | +5    |
| Torneo Intermedio 2011 | 3        | 1        | 2        | 0        | 2     | 1     | +1    |
| Copa Bicentenario 2019 | 1        | 0        | 1        | 0        | 1     | 1     | 0     |
| TOTAL                  | 7        | 4        | 5        | 0        | 9     | 3     | +6    |

### Torneios internacionais
Sporting Cristal têm disputado um total de catorze jogos internacional, dos quales têm ganhado 0, empatado 2 e perdido 3. Alem disso, Cristal têm anotado 27 gols nestos jogos e têm recebido 16. É importante recalcar que o cenario principal dos partidos internacionais de los cerveceros é o Estádio Nacional do Peru devido a que os jogos internacional são programados num horário vespertino e o Estádio Alberto Gallardo não tem luminárias.
| Jogos internacionais albergados | Jogos internacionais albergados | Jogos internacionais albergados | Jogos internacionais albergados |
| Data                            | Rival                           | Placar                          | Torneio                         |
| ------------------------------- | ------------------------------- | ------------------------------- | ------------------------------- |
| 07/03/2000                      | Atlético Colegiales             | 3-0                             | Copa Libertadores               |
| 19/04/2000                      | América de Cali                 | 0-2                             | Copa Libertadores               |
| 10/08/2000                      | Emelec                          | 2-2                             | Copa Merconorte                 |
| 30/08/2000                      | Pachuca                         | 2-1                             | Copa Merconorte                 |
| 14/09/2000                      | Oriente Petrolero               | 5-1                             | Copa Merconorte                 |
| 01/03/2001                      | Emelec                          | 0-1                             | Copa Libertadores               |
| 18/04/2001                      | Olimpia                         | 3-2                             | Copa Libertadores               |
| 12/09/2001                      | Kansas City                     | 2-1                             | Copa Merconorte                 |
| 23/10/2001                      | Santos Laguna                   | 2-1                             | Copa Merconorte                 |
| 22/11/2001                      | Barcelona                       | 2-2                             | Copa Merconorte                 |
| 11/04/2002                      | Monarcas Morelia                | 0-1                             | Copa Libertadores               |
| 08/03/2006                      | Club Bolívar                    | 2-1                             | Copa Libertadores               |
| 29/01/2009                      | Estudiantes de La Plata         | 2-1                             | Copa Libertadores               |
| 28/02/2013                      | Tigre                           | 2-0                             | Copa Libertadores               |

### Totais
| Primeira Divisão        | 440 | 308 | 75 | 57 | 75.68% |
| Torneios nacionais      | 7   | 4   | 3  | 0  | 71.43% |
| Torneios internacionais | 14  | 9   | 2  | 3  | 69.05% |
| TOTAL                   | 461 | 321 | 80 | 60 | 75.41% |